# 阿方斯·拉克鲁瓦
阿方斯·拉克鲁瓦（英語：Alphonse Lacroix，1897年10月21日—1973年4月12日），美国男子冰球运动员，场上位置是守门员。他曾代表美国国家队参加1924年冬季奥林匹克运动会冰球比赛，获得一枚银牌。